# Leopold, Duce de Albany
Prințul Leopold, Duce de Albany (Leopold George Duncan Albert; 7 aprilie 1853 – 28 martie 1884) a fost membru al familiei regale britanice, fiul reginei Victoria și al Prințului Albert. Mai târziu Leopold a fost numit Duce de Albany, Conte de Clarence și Baron Arklow. A fost diagnosticat cu hemofilie din copilărie, lucru care a dus la vârsta de 30 de ani la decesul său.

## Primii ani, educație
Leopold s-a născut la 7 aprilie 1853 la Palatul Buckingham din Londra. Mama sa a fost Victoria a Regatului Unit iar tatăl Prințul Albert de Saxa-Coburg-Gotha. În timpul travaliului, regina Victoria a ales să folosească cloroformul și deci să sancționeze anestezia la naștere, recent descoperită de profesorul James Young Simpson. Cloroformul a fost administrat de dr. John Snow. Părinții l-au numit Leopold după unchiul său, regele Leopold I al Belgiei.
A fost botezat la Palatul Buckingham la 28 iunie 1853 de arhiepiscopul de Canterbury, John Bird Sumner iar nași au fost: vărul său primar George al V-lea de Hanovra, vara sa Prințesa William a Prusiei, văra să primară Prințesa Mary Adelaide de Cambridge și Prințul de Hohenlohe-Langenburg (unchiul matern prin căsătorie).
Leopold a moștenit hemofilia de la mama sa, regina Victoria, și și-a petrecut mare parte a copilărie ca semi-invalid.
În 1872, Leopold a intrat la Christ Church, Oxford pe care a absolvit-o în 1876 cu un doctorat în drept civil. A călătorit în Europa iar în 1880 a făcut un turneu în Canada și Statele Unite împreună cu sora sa, Prințesa Louise al cărei soț era guvernator general al Canadei. Incapabil de o carieră militară din cauza bolii sale, Leopold a devenit patron al artelor și al literaturii și a servit ca secetar neoficial al mamei sale.
Prințul Leopold a fost numit Duce de Albany, Conte de Clarence și Baron Arklow la 24 mai 1881.

## Căsătorie
Prințul Leopold asfixiat de dorința mamei sale, regina Victoria, de a-l ține lângă casă, a văzut căsătoria drept o speranță pentru independența sa. Din cauza hemofiliei, a avut dificultăți în a-și găsi o soție. Moștenitoarea Daisy Maynard a fost considerată o posibilă mireasă. S-a sugerat faptul că el o plăcea pe Alice Liddell, fiica vice-cancelarului de Oxford, pentru care Lewis Carroll a scris Aventurile Alicei în Țara Minunilor, deși alții au sugerat că el o prefera pe sora ei, Edith. Leopold a devenit nașul celui de al doilea fiu al lui Alice, care a fost numit după el.
De asemenea, Leopold o considera o posibilă mireasă pe vara sa Prințesa Frederica de Hanovra; au devenit prieteni pe viață și confidenți.  Printre alte posibile mirese erau incluse: Victoria de Baden și Prințesa Karoline Mathilde de Schleswig-Holstein-Sonderburg-Augustenburg.
După ce a fost refuzat de aceste femei, mama lui Leopold a intervenit pentru a preveni ceea ce ea vedea drept posibilități nepotrivite. Insistând asupra faptului că urmașii unui monarh britanic ar trebui să se căsătorească cu familii protestante, regina Victoria a sugerat o întâlnire cu Prințesa Elena Friederike, fiica Prințului de Waldeck și Pyrmont. La 27 aprilie 1882, Leoplod și Elena s-au căsătorit la Castelul Windsor. Au avut o căsnicie scurtă și fericită. În 1883, Leopold a devenit tată când soția sa a născut o fetiță, Alice. A murit la scurt timp după nașterea fiului său, Charles Edward.
La 27 martie 1884 a alunecat și a căzut la Clubul Yacht în Villa Nevada, Cannes, Franța rănindu-și genunchiul. A murit în primele ore ale dimineții următoare, aparent de efectele morfinei pe care a luat-o și de vinul roșu băut la cină. Fiul său i-a succedat ca Duce de Albany iar în 1900 acesta i-a succedat unchiului său Alfred, Duce de Saxa-Coburg și Gotha.
Decesul său a fost celebrat de poetul scoțian William McGonagall în poemul său "The Death of Prince Leopold". Prin Charles Edward, Leopold este străbunicul lui Carl al XVI-lea Gustaf al Suediei, actualul monarh al Suediei.